# Pseudophoenix sargentii
Pseudophoenix sargentii là loài thực vật có hoa thuộc họ Arecaceae. Loài này được H.Wendl. ex Sarg. miêu tả khoa học đầu tiên năm 1886.

## Hình ảnh

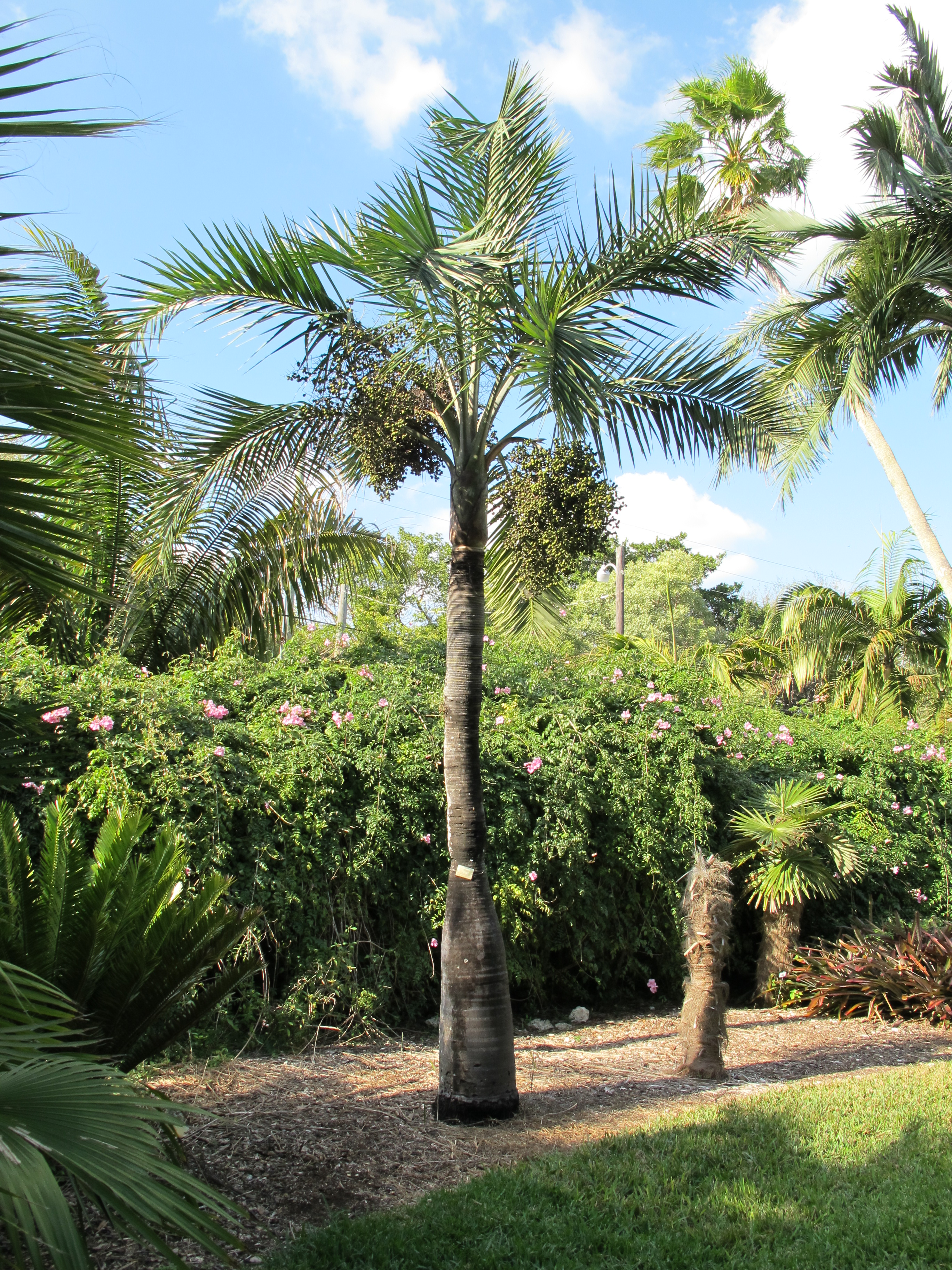
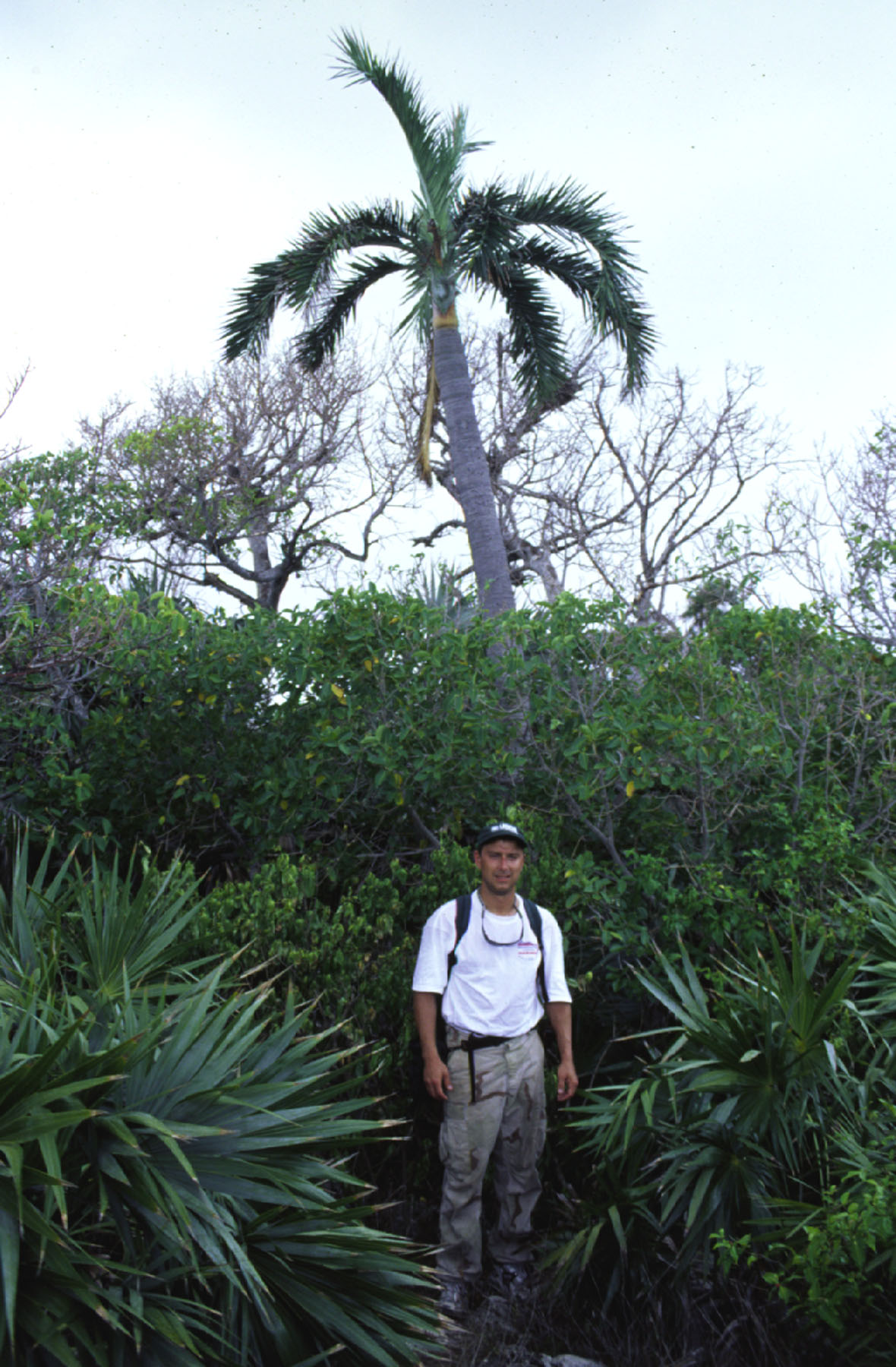
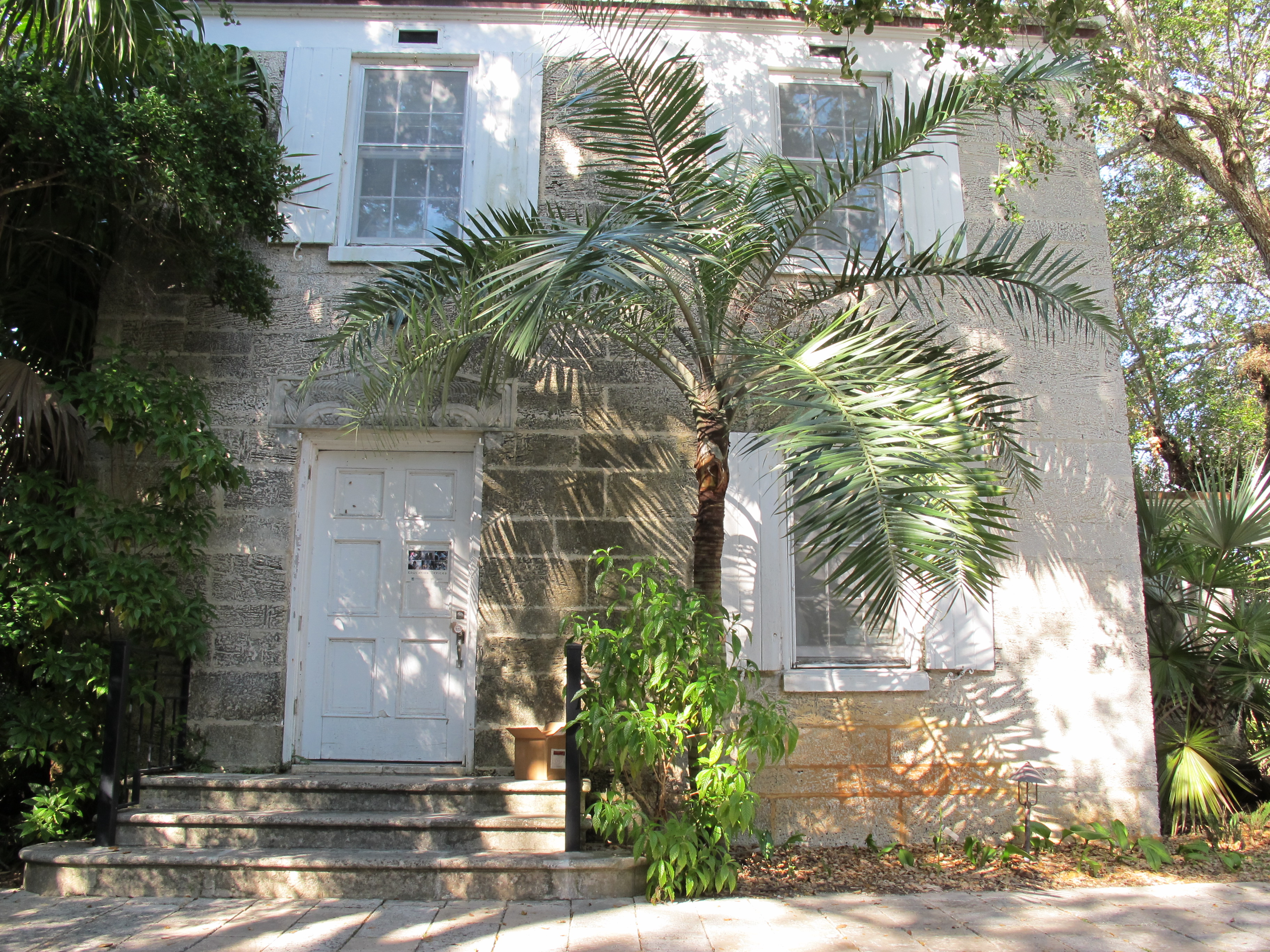
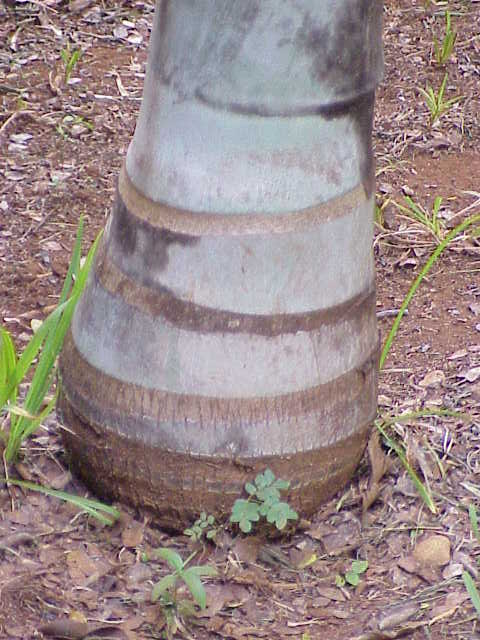